# Donji Lipovac
Donji Lipovac je naseljeno mjesto u Republici Hrvatskoj u općini Nova Kapela u Brodsko-posavskoj županiji. 

## Zemljopis
Donji Lipovac se nalazi na cesti između Nove Kapele i Požege ceste ide preko Požeške gore. Susjedna naselja su Srednji Lipovac, Gornji Lipovac, Pavlovci i Stara Kapela na sjeveru, te Nova Kapela na jugu.

## Stanovništvo
Prema popisu stanovništva iz 2011. godine Donji Lipovac je imao 248 stanovnika. 
| broj stanovnika | 199   | 217   | 231   | 288   | 320   | 427   | 402   | 466   | 487   | 470   | 450   | 393   | 364   | 334   | 295   | 248   | 184   |
|                 | 1857. | 1869. | 1880. | 1890. | 1900. | 1910. | 1921. | 1931. | 1948. | 1953. | 1961. | 1971. | 1981. | 1991. | 2001. | 2011. | 2021. |